# Francesco Lanza (scrittore)
Francesco Lanza (Valguarnera Caropepe, 5 luglio 1897 – Valguarnera Caropepe, 6 gennaio 1933) è stato uno scrittore italiano.

## Biografia
Durante la decina d'anni di attività letteraria, scrisse romanzi, opere teatrali, poesie, racconti, elzeviri ed articoli vari, sempre interessanti e talvolta di grande valore. Notevolissimi i suoi "Mimi siciliani". Fondò la rivista "Il Lunario siciliano".
Quarto di sette fratelli, il L. poté contare solo sull'affetto e l'appoggio della madre, unica a sostenerlo nella sua solitaria e drammatica vita, angustiata anche da gravi difficoltà finanziarie.